# Andes guttatus
Andes guttatus är en insektsart som beskrevs av Van Stalle 1983. Andes guttatus ingår i släktet Andes och familjen kilstritar. Inga underarter finns listade i Catalogue of Life.